# Prvenstvo Kraljevine SHS u vaterpolu 1927.
Vaterpolsko prvenstvo Kraljevine SHS za 1927. godinu je treći put zaredom osvojio Jug iz Dubrovnika.

## Završnica prvenstva
Završnica vaterpolskog prvenstva Kraljevine Srba Hrvata i Slovenaca je održana 6. i 8. kolovoza 1927. u Sušaku u sklopu državnog prvenstva u plivanju i vaterpolu.

## Sudionici i sustav natjecanja
Za natjecanje je bilo prijavljeno ili najavljeno više klubova, ali na kraju nisu svi igrali prvenstvo u vaterpolu:
- Beograd - Beograd
- Bob - Beograd
- Brđanin - Beograd
- Val - Crikvenica
- Građanski - Dubrovnik
- Jug - Dubrovnik
- Građanski - Karlovac
- KSU - Karlovac
- Ilirija - Ljubljana
- SSU - Sombor
- Jadran - Split
- Viktorija - Sušak  (Sušak danas dio Rijeke)
- Krka - Šibenik

## Rezultati
| datum           | klub1        | klub2        | rezultat | napomene                                                       |
| 1. krug         | 1. krug      | 1. krug      | 1. krug  | 1. krug                                                        |
| --------------- | ------------ | ------------ | -------- | -------------------------------------------------------------- |
| 6.8.            | Jug          | Bob          | 5:0      |                                                                |
| 6.8.            | Brđanin      | Ilirija      | 10:0     |                                                                |
| 6.8.            | Beograd      | SSU          | n/o      | Beograd odustao                                                |
| 6.8.            | Građanski K. | Jadran       | 0:10     |                                                                |
|                 | Građanski D. |              |          | slobodan                                                       |
|                 |              |              |          |                                                                |
| četvrtzavršnica |              |              |          |                                                                |
| 6.8.            | Građanski D. | Brđanin      | 4:2      |                                                                |
| 6.8.            | SSU          | Jadran       | 2:4      |                                                                |
|                 | Jug          |              |          | slobodan                                                       |
|                 |              |              |          |                                                                |
| poluzavršnica   |              |              |          |                                                                |
| 7.8.            | Jug          | Grašanski D. | 7:0      |                                                                |
|                 | Jadran       |              |          | slobodan                                                       |
|                 |              |              |          |                                                                |
| za prvaka       |              |              |          |                                                                |
| 7.8. 8.8        | Jug          | Jadran       | 3:1      | utkmica prekinuta pri 1:0 zbog mraka, nastavljena sljedeći dan |

## Konačni poredak
1. Jug Dubrovnik
2. Jadran Split
3. Građanski Dubrovnik
4. Somborsko sportsko udruženje (SSU)
5. Brđanin Beograd
6. Bob Beograd
7. Ilirija Ljubljana
8. Građanski Karlovac

## Poveznice
- Jugoslavenska vaterpolska prvenstva